# Nagy János (labdarúgó, 1950)
Nagy János (Székesfehérvár, 1950. augusztus 3. –) válogatott labdarúgó, hátvéd. A sportsajtóban Nagy III néven szerepelt.

## Pályafutása

### Klubcsapatban
A Videoton saját nevelésű játékosa. Az élvonalban, 1970-ben mutatkozott be. Legnagyobb sikere a székesfehérvári csapattal az 1975–76-os idényben elért második helyezés volt. 1980-ig 290 bajnoki mérkőzésen 2 gólt szerzett. Ezt követően a Várpalota, majd a Keszthelyi Haladás játékosa lett. 1989-ben az osztrák alsóbb osztályban szereplő ASV Neufeld csapatában szerepelt, mielőtt visszavonult volt az aktív labdarúgástól.

### A válogatottban
1974 és 1976 között 16 alkalommal szerepelt a válogatottban. Kétszeres utánpótlás válogatott (1970–78, 1 gól), kétszeres egyéb válogatott (1974–75) és négyszeres B-válogatott (1976–78).

## Sikerei, díjai
- Magyar bajnokság
  - 2.: 1975–76

## Statisztika

### Mérkőzései a válogatottban
| Magyarország | Magyarország         | Magyarország                                  | Magyarország  | Magyarország | Magyarország | Magyarország       | Magyarország | Magyarország |
| #            | Dátum                | Helyszín                                      | Hazai         | Eredmény     | Vendég       | Kiírás             | Gólok        | Esemény      |
| ------------ | -------------------- | --------------------------------------------- | ------------- | ------------ | ------------ | ------------------ | ------------ | ------------ |
| 1.           | 1974. szeptember 28. | Bécs, Práter stadion                          | Ausztria      | 1 – 0        | Magyarország | barátságos         | -            |              |
| 2.           | 1974. november 10.   | Szófia, Jurij Gagarin-stadion                 | Bulgária      | 0 – 0        | Magyarország | barátságos         | -            |              |
| 3.           | 1974. december 4.    | Szolnok, Tiszaligeti stadion                  | Magyarország  | 1 – 0        | Svájc        | barátságos         | -            |              |
| 4.           | 1975. április 2.     | Bécs, Práter stadion                          | Ausztria      | 0 – 0        | Magyarország | Eb-selejtező       | -            |              |
| 5.           | 1975. április 16.    | Budapest, Népstadion                          | Magyarország  | 1 – 2        | Wales        | Eb-selejtező       | -            |              |
| 6.           | 1975. május 7.       | Budapest, Népstadion                          | Magyarország  | 2 – 0        | Bulgária     | olimpiai selejtező | -            |              |
| 7.           | 1975. június 7.      | Szófia, Levszki stadion                       | Bulgária      | 4 – 0        | Magyarország | olimpiai selejtező | -            |              |
| 8.           | 1975. szeptember 24. | Budapest, Népstadion                          | Magyarország  | 2 – 1        | Ausztria     | Eb-selejtező       | -            |              |
| 9.           | 1975. október 8.     | Łódź                                          | Lengyelország | 4 – 2        | Magyarország | barátságos         | -            |              |
| 10.          | 1975. október 15.    | Pozsony, Tehelny pole                         | Csehszlovákia | 1 – 1        | Magyarország | barátságos         | -            |              |
| 11.          | 1975. október 19.    | Szombathely, Rohonci úti stadion              | Magyarország  | 8 – 1        | Luxemburg    | Eb-selejtező       | -            |              |
|              | 1976. február 4.     | Mexikóváros                                   | Mexikó        | 4 – 1        | Magyarország | barátságos         | -            |              |
| 12.          | 1976. április 17.    | Banja Luka                                    | Jugoszlávia   | 0 – 0        | Magyarország | barátságos         | -            |              |
| 13.          | 1976. április 30.    | Lausanne, Olimpiai Stadion                    | Svájc         | 0 – 1        | Magyarország | barátságos         | -            | 67'          |
| 14.          | 1976. szeptember 22. | Kelet-Berlin, Friedrich-Ludwig-Jahn-Sportpark | NDK           | 1 – 1        | Magyarország | barátságos         | -            |              |
| 15.          | 1976. október 9.     | Athén                                         | Görögország   | 1 – 1        | Magyarország | vb-selejtező       | -            | 46'          |
| 16.          | 1976. október 13.    | Bécs, Práter stadion                          | Ausztria      | 2 – 4        | Magyarország | barátságos         | -            | 59'          |
|              | Összesen             |                                               |               | 16           | mérkőzés     |                    | 0            | gól          |